# Crotalus pricei
Crotalus pricei este o specie de șerpi din genul Crotalus, familia Viperidae, descrisă de Van Denburgh 1895. A fost clasificată de IUCN ca specie cu risc scăzut.

## Subspecii
Această specie cuprinde următoarele subspecii:
- C. p. pricei
- C. p. miquihuanus